# Штег (Тироль)
Штег (Тироль) (нем. Steeg (Tirol)) — коммуна в Австрии, в федеральной земле Тироль.
Входит в состав округа Ройтте. Население составляет 724 человека (на 31 декабря 2005 года). Занимает площадь 68 км². Официальный код — 70831.

## Политическая ситуация
Бургомистр коммуны — Гюнтер Вальх (местный блок) по результатам выборов 2004 года.
Совет представителей коммуны (нем. Gemeinderat) состоит из 11 мест.
- местный список: 11 мест.